# شبه‌دولت
شبه‌دولت (که گاهی به عنوان یک نهاد شبه‌دولت یا در ابتدا یک دولت اولیه نامیده می‌شود) یک نهاد سیاسی دولت مانند است با این حال نمایانگر یک دولت کاملاً مستقل با نهادهای خاص خود نیست.

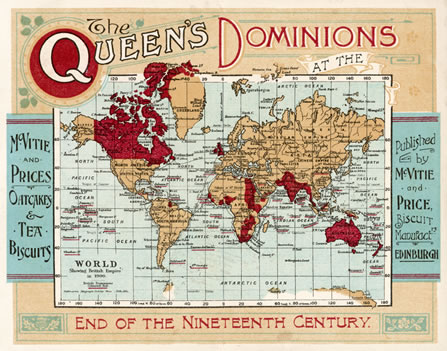
نقشه مستمعرات قرن نوزدهمی امپراتوری بریتانیا که هرکدام به‌عنوان شبه دولت شناخته می‌شدند.

حداکثر وسعت دولت اسلامی عراق و شام در سال ۲۰۱۵ میان سوریه و عراق در واقع یک شبه‌دولت به رسمیت شناخته نشده بود.

تعریف دقیق شبه‌دولت در ادبیات سیاسی بسته به زمینه‌ای که در آن استفاده می‌شود، متغیر است. برخی از محققان مدرن از این اصطلاح برای توصیف مستعمرات و سرزمین‌های وابستهٔ خودگردان بریتانیا استفاده کرده‌اند که نوعی حکومت داخلی را اعمال می‌کردند اما همچنان بخش‌های مهمی از امپراتوری بریتانیا بودند و در درجهٔ اول تابع دولت مرکزی بودند. به همین ترتیب، جمهوری‌های اتحاد جماهیر شوروی که واحدهای اداری با تمایزات ملی مربوط به خود را نمایندگی می‌کردند، نیز به عنوان شبه‌دولت توصیف شده‌اند.
در کاربرد قرن بیست و یکم، اصطلاح شبه‌دولت اغلب در اشاره به گروه‌های جدایی‌طلب ستیزه‌جویی به کار رفته است که ادعای مالکیت و اعمال نوعی کنترل ارضی بر یک منطقه خاص را دارند، اما فاقد انسجام نهادی هستند. چنین شبه‌دولت‌هایی شامل جمهوری صربسکا و جمهوری کروات هرزگ-بوسنی در طول جنگ بوسنی، جمهوری صرب کراینا در طول جنگ استقلال کرواسی، و ازواد در طول شورش طوارق در سال ۲۰۱۲ می‌شوند. همچنین به‌طور گسترده، دولت اسلامی داعش نمونه‌ای از یک شبه‌دولت یا پیش‌دولت مدرن تلقی می‌شود. 

## کتابشناسی
- Lia, Brynjar (August 2015). "Understanding Jihadi Proto-States" (PDF). Perspectives on Terrorism. 9 (4): 31–41. ISSN 2334-3745.